# Adriano Correia de Oliveira
Adriano Maria Correia Gomes de Oliveira GOIH • ComL (Porto, 9 de abril de 1942 — Avintes, 16 de outubro de 1982) foi um músico português, intérprete da canção de Coimbra e cantor de intervenção.

## Biografia
Filho de Joaquim Gomes de Oliveira e da sua mulher, Laura Correia, Adriano mudou-se para Avintes ainda com poucos meses de vida. Criado numa família profundamente católica, a infância de Adriano Correia de Oliveira é marcada pelo ambiente que descreverá mais tarde como «marcadamente rural, entre videiras, cães domésticos e belas alamedas arborizadas com vista para o rio [Douro]».
Após concluir os estudos secundários, no Liceu Alexandre Herculano, no Porto, Adriano Correia de Oliveira matriculou-se na Faculdade de Direito da Universidade de Coimbra, em 1959. Durante os anos passados em Coimbra, tem uma intensíssima participação no meio cultural e desportivo ligado à academia. Viveu na Real República Ras-Teparta, foi solista no Orfeon Académico, membro do Grupo Universitário de Danças e Cantares, ator no CITAC, guitarrista no Conjunto Ligeiro da Tuna Académica e jogador de voleibol na Briosa.
Na década de 1960 adere ao Partido Comunista Português, envolvendo-se nas greves académicas de 62, contra o salazarismo. Nesse ano foi candidato à Associação Académica de Coimbra, numa lista apoiada pelo MUD.
Data de 1963 o seu primeiro EP, Fados de Coimbra. Acompanhado por António Portugal e Rui Pato, o álbum continha a interpretação de Trova do vento que passa, poema de Manuel Alegre, que se tornaria uma espécie de hino da resistência dos estudantes à ditadura. Em 1967 gravou o álbum Adriano Correia de Oliveira, que, entre outras canções, tinha Canção com lágrimas.
Em 1966 casa-se com Maria Matilde de Lemos de Figueiredo Leite, filha do médico António Manuel Vieira de Figueiredo Leite (Coimbra, Taveiro, 11 de outubro de 1917 — Coimbra, 22 de março de 2000) e da sua mulher Maria Margarida de Seixas Nogueira de Lemos (Salsete, São Tomé, 13 de junho de 1923), depois casada com Carlos Acosta. O casal, que mais tarde se separaria, veio a ter dois filhos: Isabel, nascida em 1967 e José Manuel, nascido em 1971.
Chamado a cumprir o Serviço Militar, em 1967, Adriano Correia de Oliveira ficaria a uma disciplina de se formar em Direito. Ainda em 1969 vê editado o álbum O Canto e as Armas, revelando, de novo, vários poemas de Manuel Alegre. Pela sua obra recebe, no mesmo ano, o Prémio Pozal Domingues. Lança Cantaremos, em 1970, e Gente d'aqui e de agora, em 1971, este último com o primeiro arranjo, como maestro, de José Calvário, e composição de José Niza.
Em 1970, já licenciado da tropa, decide trocar Coimbra por Lisboa, e vai exercer funções no Gabinete de Imprensa da FIL — Feira Industrial de Lisboa, até 1974. Em 1973 lança Fados de Coimbra, em disco, e funda a Editora Edicta, com Carlos Vargas, para se tornar produtor na Orfeu, em 1974.
Com a Revolução dos Cravos, Adriano Correia de Oliveira está entre os fundadores da Cooperativa Cantabril. Em liberdade, esteve envolvido na organização de centenas de iniciativas do PCP em todo o país, nas quais tocou. Integra o Comité Organizador da Festa do Avante! do PCP desde a primeira edição, ao qual pertenceria até à sua morte.
Em 1975 lança Que nunca mais, onde se inclui o tema Tejo que levas as águas. A revista inglesa Music Week elege-o Artista do Ano. Em 1980 lançaria o seu último álbum, Cantigas Portuguesas, ingressando no ano seguinte na Cooperativa Era Nova, em rutura com a Cantabril.
Vítima de uma hemorragia esofágica, morreu na quinta da família, em Avintes, nos braços da sua mãe.

## Reconhecimento
A 24 de setembro de 1983 foi feito Comendador da Ordem da Liberdade e a 24 de abril de 1994 foi feito Grande-Oficial da Ordem do Infante D. Henrique, ambas as condecorações a título póstumo.
Lisboa, Avintes, Charneca da Caparica, Vila Nova de Gaia, Samora Correia, Almada, Barreiro, Grândola, Montijo e Fânzeres (concelho de Gondomar) são algumas das localidades portuguesas em que o seu nome faz parte da toponímia. 

## Discografia

### Álbuns
- 1967 — Adriano Correia de Oliveira (LP, Orfeu, XYZ 104)
- 1969 — O Canto e as Armas (LP, Orfeu, STAT 003)
- 1970 — Cantaremos (LP, Orfeu, STAT 007)
- 1971 — Gente de aqui e de agora — LP STAT 010)
- 1975 — Que nunca mais (LP, Orfeu, STAT 033)
- 1980 — Cantigas Portuguesas (LP, Orfeu, STAT 067)

### Compilações
- 1973 — Fados de Coimbra
- 1982 — Memória de Adriano
- 1994 — Fados e baladas de Coimbra
- 1994 — Obra Completa
- 1995 — O Melhor dos Melhores
- 2001 — Vinte Anos de Canções (1960-1980)
- 2007 — Obra Completa

### Singles e EP
- Noite de Coimbra (EP, Orfeu, 1960) [Fado da Mentira/Balada dos Sinos/Canta Coração/Chula] Atep 6025
- Balada do Estudante (EP, 1961) [Fado da Promessa/Fado dos Olhos Claros/Contemplação/Balada do Estudante] Atep 6033
- Fados de Coimbra (EP, 1961) [Canção dos Fornos/Balada da Esperança/Trova do Amor Lusíada/Fado do Fim do Ano] Atep 6035
- Fados de Coimbra (EP, 1962) [Minha Mãe/Prece/Senhora, Partem Tão Tristes/Desengano] Atep 6077
- Trova do vento que Passa (EP, 1963) [Trova do Vento que Passa/Pensamento/Capa Negra, Rosa Negra/Trova do Amor Lusíada] Atep 6097
- Adriano Correia de Oliveira (EP, 1964) [Lira/Canção da Beira Baixa/Charama/Para que Quero Eu Olhos] Atep 6274
- Menina dos Olhos Tristes (EP, 1964) [Menina dos Olhos Tristes/Erguem-se Muros/Canção com Lágrimas/Canção do Soldado] Atep 6275
- Elegia (EP, 1967) [Elegia/Barcas Novas/Pátria/Pescador do Rio Triste] Atep 6175
- Adriano Correia de Oliveira (EP, 1968) [Para que Quero Eu Olhos/Canção da Terceira/Sou Barco/Exílio] Atep 6197
- Rosa de Sangue (EP, Orfeu, 1968) Atep 6237
- Cantar de Emigração (EP, Orfeu, 1971) Atep 6400
- Trova do Vento Que Passa n.º2 (EP, Orfeu, 1971) Atep 6374
- Lágrima de Preta (EP, Orfeu, 1972) Atep 6434
- Batalha de Alcácer-Quibir (EP, Orfeu, 1972) Atep 6457
- O Senhor Morgado (EP, Orfeu, 1973) Atep 6542
- A Vila de Alvito (EP, Orfeu, 1974) Atep 6588
- Para Rosalía (EP, Orfeu, 1976) Atep 6604
- Notícias de Abril (Single, Orfeu, 1978) [Se Vossa Excelência.../Em Trás-os-Montes à Tarde] KSAT 633